# Dondelange
Dondelange (luxembourgeois: Dondel, allemand: Dondelingen) est une section de la commune luxembourgeoise de Kehlen située dans le canton de Capellen.